# Teatro Gaspare Spontini
Il Teatro "Gaspare Spontini" è il teatro di Maiolati Spontini (AN).

## Storia
Sotto il portico del palazzo comunale, costruito nel 1934, si trova l'ingresso del teatro comunale "Gaspare Spontini" all'interno del quale si svolse il 30 ottobre 1995 la cerimonia di conferimento della cittadinanza onoraria al maestro Riccardo Muti, grande interprete della musica spontiniana e benefattore delle Opere Pie Spontini.